# Ilija Kostić
Ilija Kostić, bosansko-hercegovski general in pravnik, * 5. julij 1911. † 11. december 1992.

## Življenjepis
Pred vojno je diplomiral iz prava in leta 1940 postal član KPJ. Ob pričetku NOVJ se je vključil v gibanje in opravljal različne vojaške, politično-komisarske in politične dolžnosti.
Po vojni je bil namestnik načelnika Udbe, vojaški tožilec JLA, predsednik Vrhovnega vojaškega sodišča JLA, član Predstavištva CK ZKJ za JLA,...